# Mihail Schina
Mihail Schina (n. 14 iunie 1867, București - d. 1945, București) a fost unul dintre generalii Armatei României din Primul Război Mondial. 
A îndeplinit funcții de comandant de regiment, brigadă și divizie în campaniile anilor 1916, 1917 și 1918.

## Biografie
Mihail Schina a fost al doilea copil - dintr-o sarcină gemelară - al cuplului Constantin-Eustache și Elena Schina. Tatăl său a fost prim-președinte al Înaltei Curți de Casație și Justiție. A avut trei frați: Albert Alexandru - fratele geamăn, mort în 1900 (căpitan), Eustațiu (1863-1919) și Gheorghe (1872-1936).:p. 246

## Cariera militară
După absolvirea școlii militare de ofițeri cu gradul de sublocotenent, Mihail Schina a ocupat diferite poziții în cadrul unităților de cavalerie sau în eșaloanele superioare ale armatei, cele mai importante fiind cele de comandant al Regimentului 9 Roșiori și ofițer în statul major al Diviziei 3 Infanterie.
În perioada Primului Război Mondial a îndeplinit funcțiile de comandant al Regimentului 9 Roșiori, șef al Etapelor Armatei de Nord și comandant al Diviziei 1 Infanterie, în perioada 23 decembrie 1916/5 ianuarie 1917 - 1/13 iulie 1918, remarcându-se pe timpul Bătăliei de la Oituz. La 28 octombrie/11 noiembrie 1918 Divizia 1 Cavalerie este remobilizată, generalul Mihail Schina fiind numit comandant al acesteia, rămânând în fruntea acesteia până la 1 iulie 1919.
Pentru modul în care și-a susținut ideile și convingerile, a intrat în câteva ocazii în conflict cu superiorii săi. În toamna anului 1917 a fost în conflict cu șefii săi ierarhici - generalul Arthur Văitoianu (comandantul Corpului IV Armată) și generalul Nicolae Sinescu (inspectorul general al cavaleriei) - pe problematica înzestrării și misiunilor trupelor de cavalerie. În mai 1919 este acuzat de incompetență și insubordonare, fiind înlocuit de la comanda Diviziei 1 Cavalerie și anchetat de o comisie special numită în acest sens, fiind absolvit de acuzații. Afectat de aceste lucruri, își dă demisia din armată la 1 octombrie 1921. Rezoluția de pe raportul său de pensionare menționează: Un prea bun ofițer general. Este de regretat plecarea sa din serviciul activ al armatei.:p. 2234
În 1934 este trecut în poziția de retragere.

## Lucrări
- Necesitatea reorganizării infanteriei de Căpitan M. C. Schina. București (Tip. Clemența),1905
- Războiul și femeia. Conferință ținută la Roman în ziua de 19 ianuarie 1913 de Lt. Colonel Schina pentru sporirea fondului Societății Crucea Roșie din România. Roman (Tip. Leon Friedmann), 1913[9]
- Amintiri și învățăminte, București, 1914
- O schiță a armatei române de mâine. Din învățămintele războiului și psihologia individului, Tipografia Serviciului Geografic, București, 1920
- Fragmente de organizare militară. A. Cavaleria, Editura Cartea Românească, București, 1934
- Pax, Sibiu, 1934
- Debuturile strategiei, Tipografia cavaleriei, Sibiu, 1934
- Mackensen vorbește, Institutul de arte grafice „Lupta”, N. Stroilă, București, 1939[8]:p. 2235

## Decorații
- Ordinul „Steaua României”, în grad de ofițer (1912)
- Ordinul „Coroana României”, în grad de ofițer (1906) [2]:p. 586